# Daniel Kipngetich Komen
Ne doit pas être confondu avec Daniel Kipchirchir Komen, athlète kényan pratiquant le 1 500 mètres
Daniel Kipngetich Komen, né le 17 mai 1976, est un athlète kényan. Il détient les 2 records du monde du 3 000 mètres depuis 1996 (en plein air) et 1998 (en salle). Entre 1996 et 1998 il est le seul Kényan capable de rivaliser avec Haile Gebrselassie, en battant plusieurs fois les records du monde de l'Éthiopien sur des distances comprises entre 3 000 et 5 000 m. Durant cette brève période, Komen n'a jamais participé aux Jeux olympiques.

## Biographie

### Débuts et titres juniors
Né dans la vallée du Rift comme beaucoup de champions kényans de course à pied, Daniel Komen parcourt environ seize kilomètres à pied tous les jours pour se rendre à l'école, à raison de deux allers-retours par jour.
Komen est repéré en 1994 par Joseph Chesire, qui le dirige vers le groupe de Kim McDonald, ce qui lui donne l'occasion de participer à des compétitions en Europe. Il est médaillé d'argent aux championnats du monde de cross-country 1994 en junior, remporte deux titres de champion du monde junior au 5 000 et au 10 000 mètres. La même année il remporte les premiers championnats d'Afrique juniors d'athlétisme sur 5 000 m à Alger dans le temps de 13 min 31 s 10. À 18 ans il termine 9e des Jeux du Commonwealth sur l'épreuve du 10 000 m.
En 1995 ses progrès sont ralentis par la malaria. En début d'année il fait un stage en Australie et remporte le 5 000 m des championnats d'Australie. Le 5 juin il réalise 3 min 34 s 63 lors du 1 500 m du Mémorial Znamensky, battu par l'Algérien Noureddine Morceli. Le 8 juin à Rome, il descend pour la première fois sous la barre des 13 min sur 5 000 m, après avoir mené le train pour son compatriote Moses Kiptanui, qu'il considère comme un modèle, et l'avoir laissé passer dans la dernière ligne droite. Kiptanui réalise 12 min 55 s 30 et bat le record du monde de Haile Gebrselassie qui était de 12 min 56 s 96, Komen en 12 min 56 s 15 passe lui aussi sous l'ancien record alors qu'il est encore junior.
Il termine quatrième des championnats nationaux fin juin, derrière Shem Kororia, Simon Chemoiywo et Ismael Kirui qui se qualifient ainsi pour les championnats du monde.

### Saison 1996, déception et records
En début de saison 1996 il termine 2e sur 5 000 m au Prefontaine Classic à Eugene, derrière son compatriote Paul Bitok. Au meeting Golden Gala de Rome il prend la 5e place en 13 min 1 s 38, les quatre premiers, dont le vainqueur Salah Hissou, finissant tous sous les 13 min. Mais fin juin il n'est que 4e des sélections olympiques du Kenya, battu par Thomas Nyariki, Bitok et Kororia.
Privé de Jeux, il enchaîne de nombreuses courses, c'est là que commence l'ascension de Daniel Komen vers les sommets chronométriques.
Au mois de juillet il remporte le 3 000 m de Lausanne, le 5 000 m de Stockholm 12 min 51 s 60, record du Kenya, et, le 14 juillet, le 2 miles de Lappeenranta en 8 min 3 s 54, ce qui bat la meilleure performance mondiale de Gebrselassie.
Moins d'un mois plus tard, à Monaco, il devance ses compatriotes Nyariki, Bitok, Paul Tergat et Kiptanui sur 3 000 m, échouant à cinq centièmes du record du monde de Morceli. Il avouera plus tard qu'il n'avait aucune idée du temps de ce record. Selon son entourage, Komen ne s'y entendait guère sur les questions de records ou de rythmes.
Quatre jours à peine après son record, il se trouve face à Gebrselassie sur 5 000 m à Zurich. Il défait l'Éthiopien en 12 min 45 s 09, à moins d'une seconde du record du monde de ce dernier.
Deux jours plus tard, il améliore son meilleur temps sur 1 500 m, avec 3 min 34 s 17 à Cologne.
Le 23 août il s'attaque au record du 3 000 m à Bruxelles. Il est vainqueur de la course dans l'excellent temps de 7 min 25 s 87. Une semaine plus tard il remporte le 5 000 m du meeting ISTAF de Berlin puis enchaîne avec le meeting de Rieti. Le 1er septembre 1996 il y réussit l'un des plus grands exploits de sa carrière, en battant de 4 s 4 le record du monde du 3 000 mètres de Morceli, qui avait choisi de concourir sur 1 500 m. Enfin, le 9 septembre à Milan, il remporte le 5 000 m en battant entre autres Hissou, et est le vainqueur masculin de la finale du Grand Prix IAAF 1996. Ces deux victoires lui rapportent 250 000 $ de gains, qu'il met à profit en achetant une propriété au Kenya.

### Saison 1997, titre mondial et nouveaux records
Daniel Komen remporte dès le mois de mai le Grand Prix d'Osaka sur 5 000 m en 13 min 3 s 51. Il améliore cette marque le 5 juin à Rome avec 12 min 48 s 98 malgré un temps pluvieux, en distançant Hissou dans la dernière ligne droite. Fin juin il remporte à Nairobi les sélections kényanes en 13 min 23 s 4, le meilleur temps réalisé jusque-là à cette altitude, battant Nyariki et Bitok et se qualifiant ainsi pour les championnats du monde d'athlétisme 1997. Sur 1 500 m il réalise 3 min 31 s 29 au meeting de Bratislava, nouveau record personnel sur la distance.
En juillet il remporte le 3 000 m des Bislett Games à Oslo. Trois jours plus tard il n'est que 4e du 5 000 m qui se déroule à Stockholm, derrière Nyariki qui réalise le meilleur temps de sa carrière.
Il se rend à Hechtel, dans le but de reprendre le record du 2 miles que lui a repris Gebrselassie à Hengelo, une course dans laquelle le Kényan n'a pas été invité, les deux athlètes ayant des sponsors différents. Le 19 juillet 1997 il est le premier homme à passer sous les 8 min sur la distance, en 7 min 58 s 61, ce qui représente deux miles consécutifs sous les 4 minutes.
En finale du 5 000 m des championnats du monde d'Athènes, après un début de course tactique, Komen démarre à 5 tours de la fin et parcourt le 4e kilomètre en 2 min 28 s. En l'absence de Gebrselassie qui a disputé le 10 000 m, il remporte la course et devient champion du monde devant le Marocain Khalid Boulami et Nyariki.
Durant la période post-championnats, il enchaîne tout comme en 1996 les principaux meetings du circuit. Trois jours après son titre mondial il est de retour sur la piste du Letzigrund de Zurich. Sur la même distance, avec un temps de récupération très court, dans une course où les six premiers battent leur record personnel, il subit la loi de Gebrselassie, qui profite du train imposé par Komen et abaisse son propre record du monde en réalisant 12 min 41 s 86, contre 12 min 44 s 90 pour le Kényan.
Le 16 août il s'aligne sur 1 500 m et remporte le meeting Herculis de Monaco en 3 min 29 s 46, record national. Le 22 août, au Mémorial Van Damme de Bruxelles, huit jours après sa défaite, il reprend le record du monde de Gebrselassie. Bien emmené par son compatriote Martin Keino, il couvre les deux derniers kilomètres en solitaire et finit son 5 000 m en 12 min 39 s 74.
Le 26 août à Berlin, il réalise le meilleur mile de sa carrière en terminant deuxième derrière Hicham El Guerrouj en 3 min 46 s 38. Le 3 septembre il remporte le mile de Rieti en 3 min 47 s 85. Enfin, le 13 septembre à Fukuoka, où se déroule la finale du Grand Prix IAAF 1997, il termine 5e du 5 000 m.

### Saison 1998, un palmarès qui s'étoffe
Daniel Komen entame la saison 1998 par des compétitions en salle. Le 1er février, à Stuttgart, il court le 3 000 m en 7 min 27 s 93, échouant contre les 7 min 26 s 15 de Gebrselassie réalisés une semaine plus tôt à Karlsruhe. Le 6 février 1998 à Budapest, il réussit 7 min 24 s 90, nouveau record du monde en salle. Le 19 février à Stockholm, il bat un autre record de l'Éthiopien, cette fois sur 5 000 m, avec un temps de 12 min 51 s 48.
Il poursuit la saison hivernale le 28 février à Sydney par un nouveau temps sous 8 minutes sur le 2 miles. Il dispute les championnats du monde de cross-country : sur le cross court il obtient la médaille d'argent derrière son compatriote John Kibowen.
Durant l'été, sur ses distances favorites, il remporte le 3 000 m du meeting Gaz de France et le 5 000 m du DN Galan, avant de se rendre aux championnats d'Afrique où il décroche la médaille d'or sur 5 000 m, devant Hailu Mekonnen.
En septembre il remporte sur la même distance la Coupe du monde des nations à Johannesbourg, puis les Jeux du Commonwealth à Kuala Lumpur où les Kényans font le triplé avec Richard Limo et Nyariki.
En revanche il connaît moins de réussite sur les distances inférieures. Il dispute le mile des Goodwill Games à Uniondale, où il obtient la troisième place, battu par Noureddine Morceli et William Tanui. Dans les meetings de la Golden League, dont c'est la première édition, il s'aligne sur 1 500 m, où El Guerrouj domine sans partage. Son meilleur classement est une 3e place à Oslo, et son meilleur temps de l'année est de 3 min 30 s 49 lorsqu'il finit 4e du Weltklasse de Zurich.

### Déclin et reconversion
À la fin de l'année 1998, Komen commence à prendre ses distances avec son groupe d'entraînement.
En 1999 il remporte encore quelques courses prestigieuses comme au Golden Gala de Rome. Il défend son titre mondial sur 5 000 m à Séville, Hissou remporte la course et Komen doit se contenter de la cinquième place.
En 2000, aux sélections olympiques kényanes, il abandonne à 4 tours de la fin et ne dispute donc pas les Jeux. Par la suite il n'atteint plus le niveau de performance des années précédentes. Il rejoint l'entraîneur Dieter Hogen, mais le retour au plus haut niveau ne se concrétise pas.
Après sa retraite sportive il devient président de la Keiyo North Rift Athletics Association et co-directeur, avec sa femme, d'une école privée.

### Palmarès
| Date | Compétition                            | Lieu          | Résultat | Épreuve            | Performance    |
| ---- | -------------------------------------- | ------------- | -------- | ------------------ | -------------- |
| 1994 | Championnats du monde de cross-country | Budapest      | 2e       | Course juniors     |                |
| 1994 | Championnats d'Afrique juniors         | Alger         | 1er      | 5 000 m            | 13 min 31 s 10 |
| 1994 | Championnats du monde juniors          | Lisbonne      | 1er      | 5 000 m            | 13 min 45 s 37 |
| 1994 | Championnats du monde juniors          | Lisbonne      | 1er      | 10 000 m           | 28 min 29 s 74 |
| 1996 | Finale du Grand Prix IAAF              |               | 1er      | Classement général |                |
| 1997 | Championnats du monde                  | Athènes       | 1er      | 5 000 m            | 13 min 7 s 38  |
| 1998 | Championnats du monde de cross-country | Marrakech     | 2e       | Cross court        |                |
| 1998 | Championnats d'Afrique                 | Dakar         | 1er      | 5 000 m            | 13 min 35 s 70 |
| 1998 | Coupe du monde des nations             | Johannesbourg | 1er      | 5 000 m            | 13 min 46 s 57 |
| 1998 | Jeux du Commonwealth                   | Kuala Lumpur  | 1er      | 5 000 m            | 13 min 22 s 57 |

### Records
Records du monde battus :
- record du monde du 3 000 m en 7 min 20 s 67 en 1996 à Rieti (record battu en 2024 par Jakob Ingebrigtsen)
- record du monde du 3 000 m en salle en 7 min 24 s 90 en 1998 à Budapest (record battu en 2023 par Lamecha Girma)
- record du monde du 5 000 m en salle en 1998
- record du monde du 5 000 m en 12 min 39 s 74 en 1997 à Bruxelles
- record du monde du 2 miles en 1997 (record battu en 2023 par Jakob Ingebrigtsen).

| Épreuve         | Performance        | Lieu      | Date               |
| --------------- | ------------------ | --------- | ------------------ |
| 1 500 m         | 3 min 29 s 46      | Monaco    | 16 août 1997       |
| Mile            | 3 min 46 s 38      | Berlin    | 26 août 1997       |
| 2 000 m         | 4 min 51 s 30      | Milan     | 5 juin 1998        |
| 3 000 m         | 7 min 20 s 67 (WR) | Rieti     | 1er septembre 1996 |
| 3 000 m (salle) | 7 min 24 s 90 (WR) | Budapest  | 6 février 1998     |
| 2 miles         | 7 min 58 s 61 (WR) | Hechtel   | 19 juillet 1997    |
| 5 000 m         | 12 min 39 s 74     | Bruxelles | 22 août 1997       |
| 5 000 m (salle) | 12 min 51 s 48     | Stockholm | 19 février 1998    |
| 10 000 m        | 27 min 38 s 32     | Bruxelles | 30 août 2002       |